# Velika sfinga u Gizi
Velika sfinga u Gizi (ar. أبو الهول) je kip lava s ljudskom glavom isklesana iz stijene pješčenjaka, najvjerojatnije za faraona Kefrena u 3. tisućljeću prije Krista (Staro egipatsko kraljevstvo). Nalazi se u Gizi, na zapadnoj obali rijeke Nil, blizu suvremenog Kaira. To je jedan od najvećih kipova napravljenih od jednog kamena na Zemlji, te se vjeruje da su je sagradili drevni Egipćani

## Naziv
Kako su taj kip zvali drevni Egipćani, nije poznato no grčko ime Sfinga (gr. Σφίγξ) je dobila u antici na osnovu legendarnog grčkog stvorenja s tijelom lava, glavom žene i krilima ptice, iako glava egipatske sfinge pripada muškarcu. Za drevni grčki izraz se vjeruje da bi mogao biti kvarenje drevnog egipatskog izraza Shesep-ankh. Izraz Shesep-ankh kao ime je bilo korišteno za sve kraljevske kipove u Četvrtoj dinastiji, iako je postalo specifično za Veliku Sfingu u Novom kraljevstvu. U srednjovjekovnim tekstovima je potvrđeno korištenje imena balhib i bilhaw za sfingu, uključujući egipatskog povjesničara Maqrizija, koji sugerira koptsku konstrukciju, ali arapski naziv Abul-Hôl, što znači „Otac užasa”, se češće koristi.

## Lokacija i opis
Velika sfinga se nalazi u Dolini Gize, na zapadnoj obali Nila; smještena je pokraj piramida i gleda prema istoku, strani svijeta gdje izlazi sunce. Kip nema nosa i iako se dugo smatralo, danas se zna da to nije bilo zbog Napoleonove vojske, nego vjerojatno zbog pješčanih oluja. Nekada je bila lijepo obojena. Postoji legenda da se sfinga objavila kraljeviću Tutmozisu IV. i rekla mu neka ukloni pijesak oko sfinge. On je to učinio, te tako postao kralj. O sfingi se vrte mnoge glasine i teorije. Njezino lice pripada bogu Sunca, ili faraonu Kefrenu.
God. 1905. sfinga je oslobođena pijeska i restaurirana, te je zabljesnula i postala turistička atrakcija koja je možda zasjenila i piramide iza nje.

## Glasine i teorije
Sfinge su simbol boga Sunca, a postoji avenija kamenih sfingi kod Luksora. Raniji egiptolozi su vjerovali kako su sfingu sagradili seljaci i robovi, po naredbi faraona Kefrena (vladao od oko 2520. – 2492. pr. Kr.). Na samom kipu nema hijeroglifa koji bi na to upućivali, a stela iz XXVI. dinastije (oko 678. – 525. pr. Kr.) spominje kako je sfinga mnogo starija i kako ju je faraon Kefren već bio pronašao zatrpanu u pijesku i otkopao.
Modernija znanstvena teorija zaključuje prema ikonografiji sfinge i crtama lica (te također položaju sfinge, uz prilaz Keopsovoj piramidi i njezinom kamenju koje odgovara samom prilazu) kako je vjerojatnije ona prikaz lica faraona Keopsa (2589. – 2566. pr. Kr.).
Kako su sigurno piramide u Gizi poravnane tako da odgovaraju zvijezdama sazviježđa Orion, neki vjeruju kako sfinga odgovara sazviježđu Lava, dok Nil odgovara Mliječnoj stazi.
Nadalje, istraživanjem erozije od padalina na kipu, neki vjeruju kako je sfinga mnogo starija. U prilog ovoj teoriji je teorija koja ističe neproporcionalnost glave s lavljim tijelom, zbog čega neki vjeruju kako su faraoni isklesali svoje lice iz glave lava koja je mnogo prije stajala na sfinginom tijelu.
Robert K. G. Temple pretpostavlja kako je izvorno glava sfinge bila glava boga Anubisa (koji ima glavu šakala), boga mrtvih i nekropola, što je više u duhu egipatske religije, a da je faraon Srednjeg kraljevstva, Amenemhat II., isklesao po uzoru na svoj lik. Naime, postoje mnoge lavlje sfinge iz ovog razdoblja s realističnim glavama ovog faraona s identičnom šminkom na očima i ukasima na pokrivalu glave.

## Vanjske poveznice
- Misterija Sfinge, 10 min video s titlovima
- Sta je to tajna sfinge?, znanje.org
- Sfingine zagonetke, dokumentarni film iz 2010., hr. titlovi
- Kako je originalno izgledala Sfinga?, klix.ba